# Un monstre em ve a veure
Un monstre em ve a veure (títol original, A Monster Calls) és una pel·lícula espanyola de fantasia dirigida per Juan Antonio Bayona, basada en la novel·la homònima de Patrick Ness (2011), que també en va escriure el guió. La pel·lícula és protagonitzada per Lewis MacDougall, Liam Neeson, Felicity Jones, Sigourney Weaver, Toby Kebbell i Geraldine Chaplin. La pel·lícula va ser estrenada el 7 d'octubre de 2016, per Focus Features. Està pensada per a un públic adult. S'ha doblat al català.

## Argument
Connor (Lewis MacDougall) és un jove de 12 anys que, després de la separació dels seus pares, es converteix en l'home de la casa i l'encarregat de portar les regnes de la llar. Amb la seva mare (Felicity Jones) jove i malalta de càncer, el petit intentarà superar totes les seves pors i fòbies amb l'ajuda d'un monstre (Liam Neeson). Fantasia, contes de fades i històries imaginàries del petit es veuran les cares no només amb la realitat, sinó amb la seva freda i calculadora àvia (Sigourney Weaver). Amb aquest nou treball J.A. Bayona tancarà una trilogia sobre les relacions mare-fill, que va iniciar amb L'orfenat i va continuar amb L'impossible.

## Repartiment
- Lewis MacDougall com Conor
- Liam Neeson com El Monstre (veu)
- Tom Holland com El Monstre (captura de moviment)
- Felicity Jones com la Mare
- Sigourney Weaver com l'Àvia
- Toby Kebbell com el Pare
- Geraldine Chaplin com la Directora
- James Melville com Harry
- Lily-Rose Aslandogdu com Lily
- Jennifer Lim com la Senyoreta Kwan
- Frida Palsson com la mare de Lily

## Producció
El 5 de març de 2014, Focus Features va comprar els drets cinematogràfics del llibre per 20 milions de dòlars. La pel·lícula fou dirigida per Juan Antonio Baiona i escrita per l'autor del llibre, Patrick Ness.
El 23 d'abril de 2014, Felicity Jones es va unir a la pel·lícula per interpretar a la mare del nen. El 8 de maig, Liam Neeson es va unir a la pel·lícula per interpretar al Monstre. El 18 d'agost, Sigourney Weaver es va unir per interpretar a l'àvia del nen. El 19 d'agost, Toby Kebbell també es va unir a la pel·lícula. El 3 de setembre, l'autor Ness va piular que Lewis MacDougall s'havia fixat per al paper principal de la pel·lícula. El 30 de setembre Geraldine Chaplin es va unir a l'elenc.

### Rodatge
El rodatge de la pel·lícula va començar el 30 de setembre de 2014. El rodatge va tenir lloc a Espanya i Anglaterra i va començar el 9 d'octubre a Preston, Lancashire i Manchester.

## Estrena
La pel·lícula va ser estrenada el 7 d'octubre de 2016, per Focus Features.